# Sylvietta leucophrys
Sylvietta leucophrys е вид птица от семейство Macrosphenidae.
Птицата се среща в Бурунди, Демократична република Конго, Кения, Руанда, Танзания и Уганда.

## Разпространение
Видът е разпространен в Бурунди, Демократична република Конго, Кения, Руанда, Танзания и Уганда.